# Dachigam-Nationalpark
Der Dachigam-Nationalpark liegt im Norden Indiens, im Unionsterritorium Jammu und Kashmir etwa 22 km von Srinagar entfernt. Bekannt ist der Nationalpark vor allem durch das weltweit letzte Vorkommen des bedrohten Hanguls oder Kaschmirhirsches. Bereits im Jahr 1951 wurde das Gebiet als Reservat ausgewiesen, 1981 wurde der Dachigam-Nationalpark gegründet. Das Parkgebiet erstreckt sich über eine Fläche von 147 Quadratkilometern.

## Landschaft und Vegetation
Der Park beinhaltet einen höher gelegenen alpinen Teil im Osten und ein darunter gelegenes Waldgebiet im Westen, in das sich viele Tiere in den Wintermonaten zurückziehen. Der Ostteil liegt in Höhenlagen zwischen 2000 und 4400 m, der Westteil umfasst Gebiete zwischen 1650 und 3950 m.

## Tierwelt

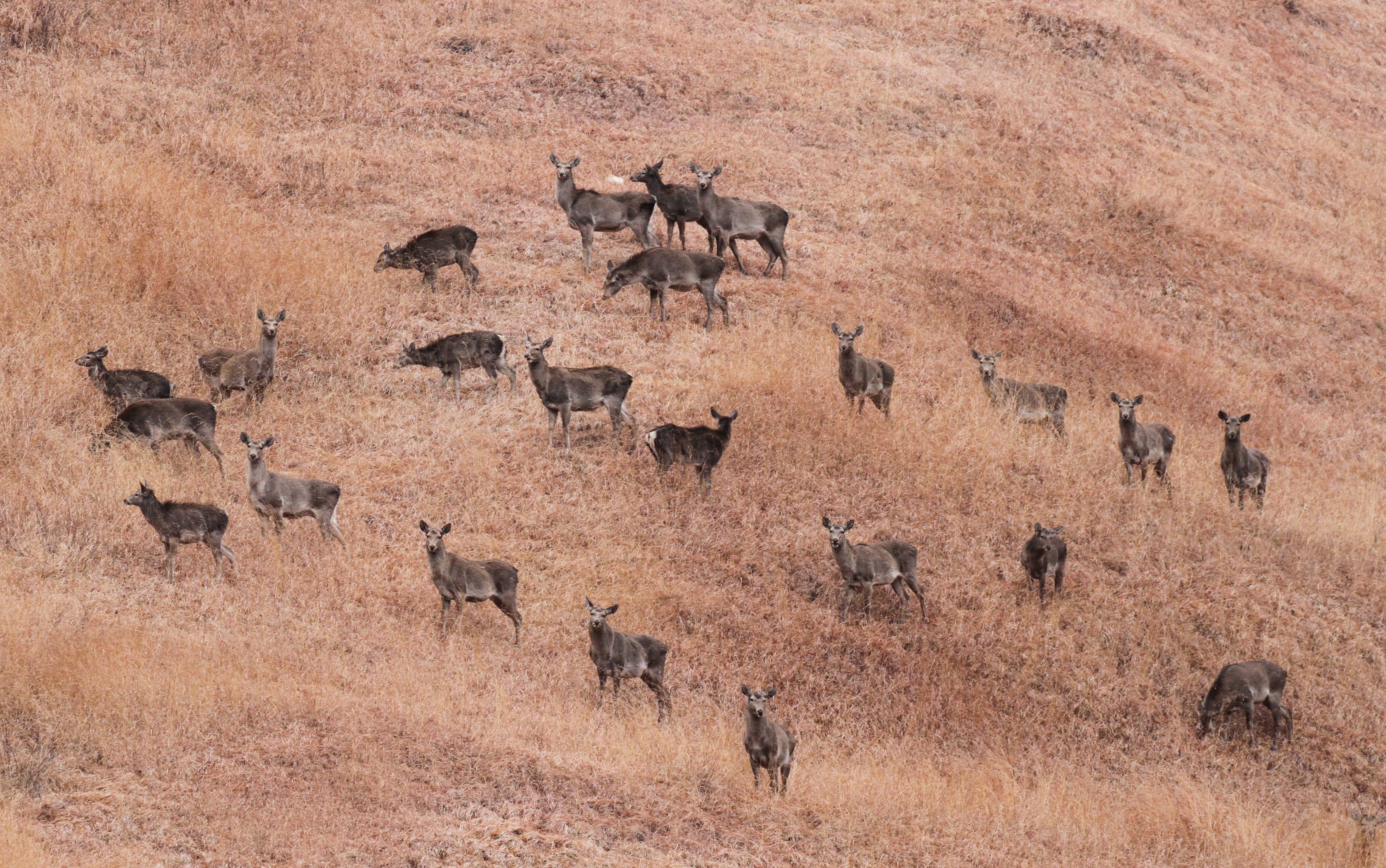
Hangul-Rudel im Nationalpark

Der Nationalpark ist die letzte Zuflucht des Hangul oder Kaschmirhirsches. Im Jahr 1947 betrug der Bestand der Hirsche noch rund 2000 Tiere. Nach einem dramatischen Rückgang gab es 1970 nur noch etwa 150 der seltenen Hirsche. Zwischenzeitlich erholten sich die Bestände wieder auf etwa 1000 Exemplare, doch sanken die Zahlen abermals auf unter 120 im Jahr 2008. Mittlerweile scheint der Abwärtstrend vorerst gebrochen zu sein. Bereits ein Jahr später (2009) beherbergte der Park einen Bestand von etwas über 200 Kaschmirhirschen.
Die Hanguls werden vor allem von Leoparden und verwilderten Hunden gejagt. Die Beutereste bieten Braunbären, Kragenbären, Goldschakalen und Rotfüchsen Nahrung. Weitere Säugetiere des Parks sind Langschwanzmurmeltiere, Himalaya-Moschustiere, Seraue, Buntmarder, Bengalkatzen, Rohrkatzen, Fischotter und Indische Mungos. Ein Schneeleopard wurde einmal in den 1970er Jahren beobachtet. Darüber hinaus kommen rund 150 Vogelarten im Park vor.